# 東横田駅

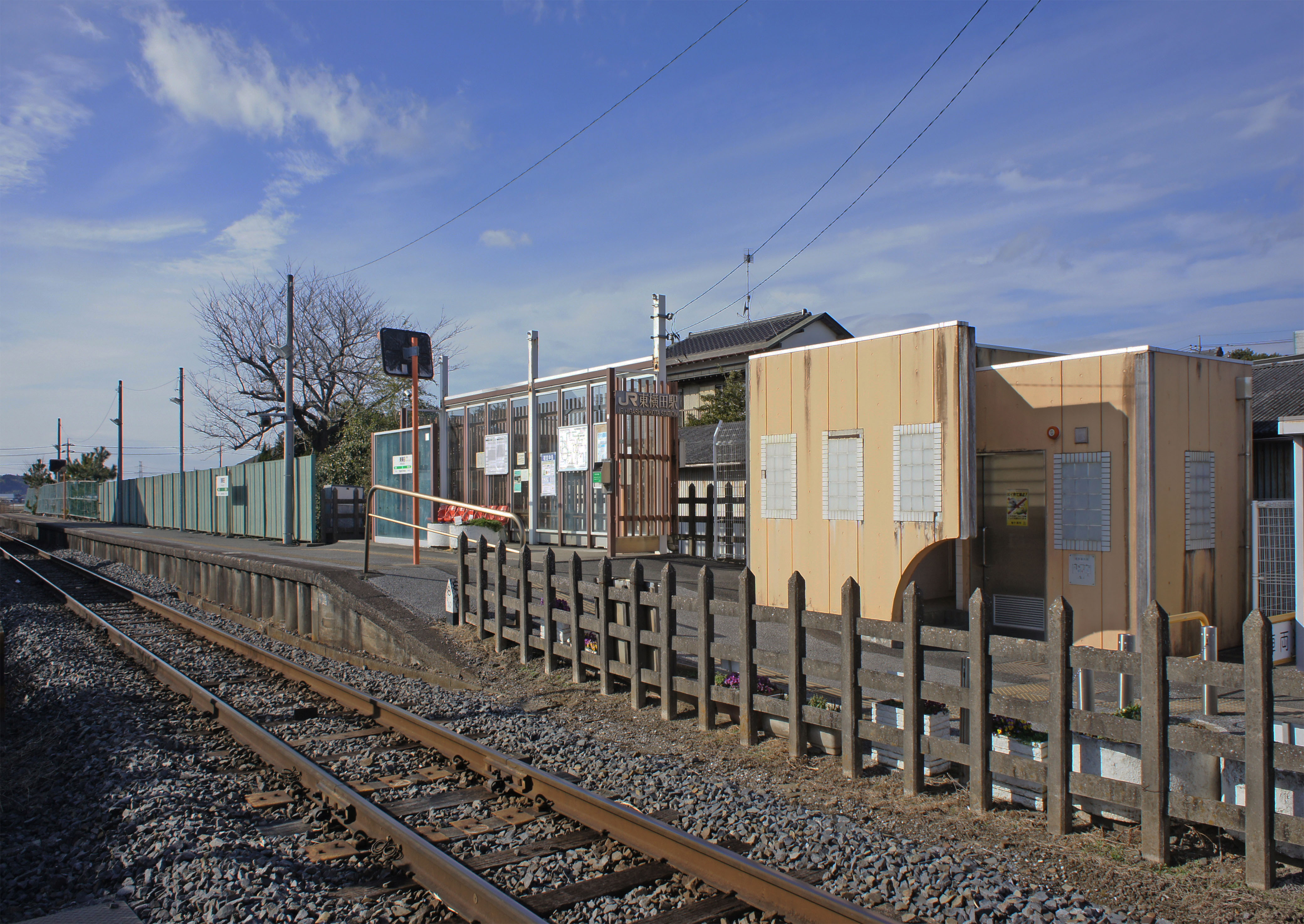
駅全景（2022年1月）

東横田駅（ひがしよこたえき）は、千葉県袖ケ浦市横田にある、東日本旅客鉄道（JR東日本）久留里線の駅である。

## 歴史
- 1937年（昭和12年）4月20日：鉄道省の駅として開設[1]。
- 1947年（昭和22年）1月20日：営業休止[1]。
- 1958年（昭和33年）4月1日：営業再開[1]。
- 1987年（昭和62年）4月1日：国鉄分割民営化に伴い、東日本旅客鉄道（JR東日本）の駅となる[1]。
- 2007年（平成19年）：貨車駅を撤去し、駅舎を新築[2]。
- 2009年（平成21年）3月14日：東京近郊区間に編入される[3]。

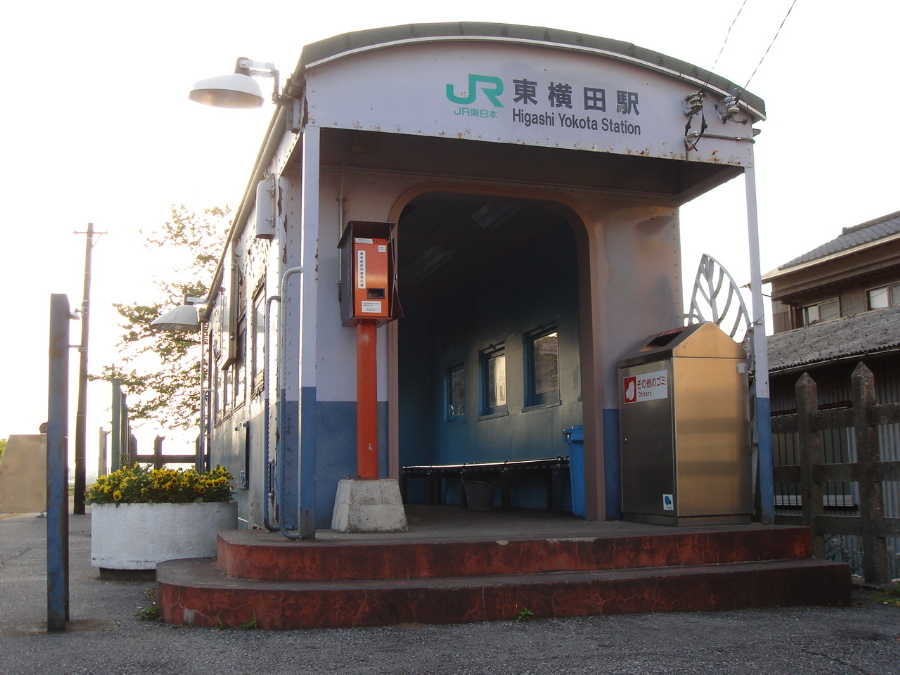
旧駅舎（2006年5月）
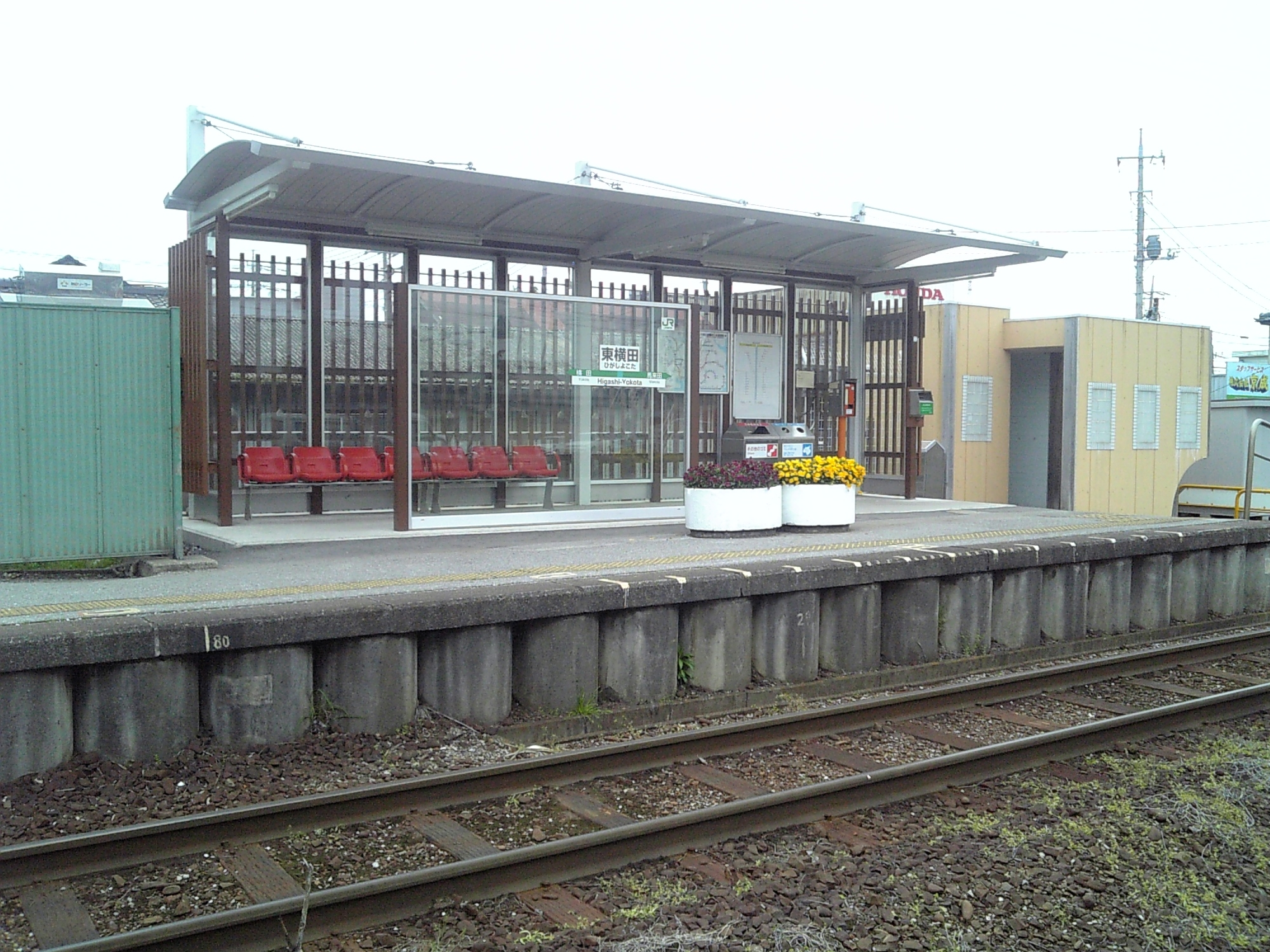
旧駅舎改築後の待合所（2008年4月）

## 駅構造
単式ホーム1面1線を有する地上駅である。ホームは4両編成までに対応する。
久留里駅管理の無人駅。現在の待合室は2007年（平成19年）に新築されたもので、以前は廃車になった車掌車を改造し、駅舎として使用していたが、同年1月頃に撤去された。乗車駅証明書発行機が設置されている。
トイレは男女別水洗式でバリアフリー対応トイレも設置されている。上総亀山駅方面は公道との踏切が接している。

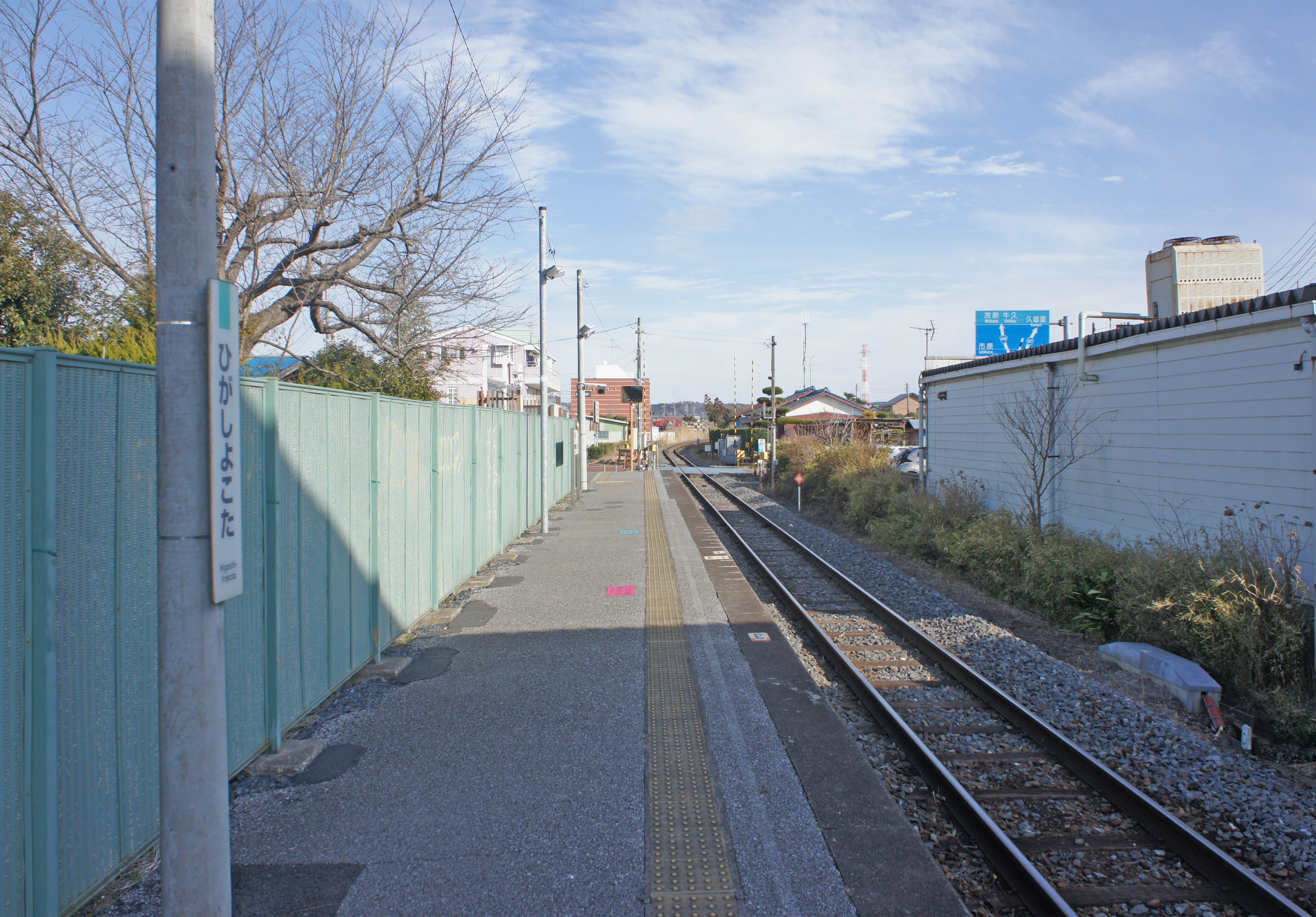
駅ホーム（2022年1月）
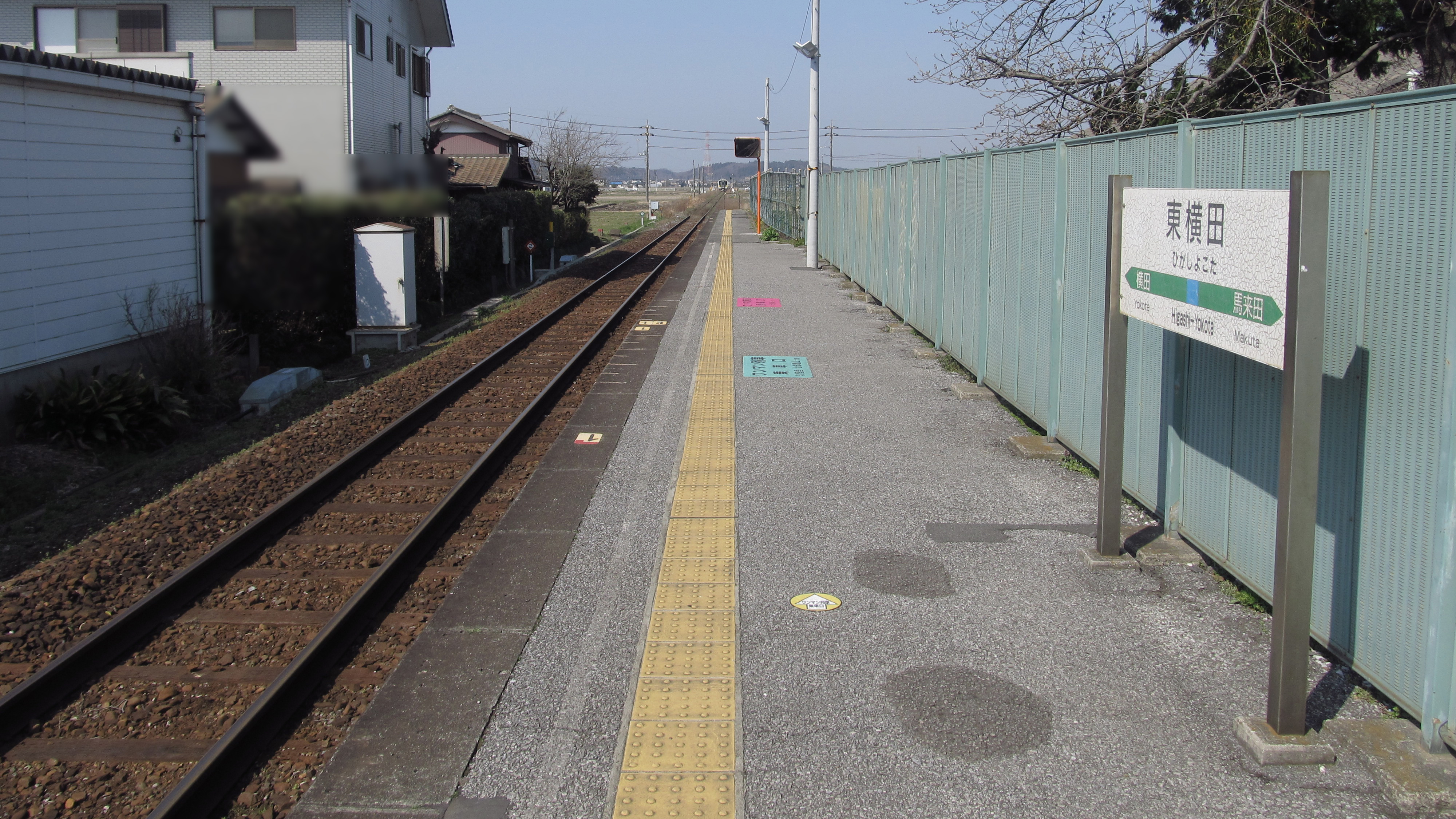
駅ホームと駅名標（2014年3月）

## 利用状況
2006年（平成18年）度の1日平均乗車人員は156人である。
千葉県統計年鑑によると、近年の1日平均乗車人員の推移は以下の通り。
| 年度               | 1日平均 乗車人員 | 出典     |
| ------------------ | ---------------- | -------- |
| 1990年（平成02年） | 410              | [ * 1 ]  |
| 1991年（平成03年） | 379              | [ * 2 ]  |
| 1992年（平成04年） | 374              | [ * 3 ]  |
| 1993年（平成05年） | 364              | [ * 4 ]  |
| 1994年（平成06年） | 331              | [ * 5 ]  |
| 1995年（平成07年） | 308              | [ * 6 ]  |
| 1996年（平成08年） | 277              | [ * 7 ]  |
| 1997年（平成09年） | 255              | [ * 8 ]  |
| 1998年（平成10年） | 254              | [ * 9 ]  |
| 1999年（平成11年） | 241              | [ * 10 ] |
| 2000年（平成12年） | 221              | [ * 11 ] |
| 2001年（平成13年） | 195              | [ * 12 ] |
| 2002年（平成14年） | 180              | [ * 13 ] |
| 2003年（平成15年） | 191              | [ * 14 ] |
| 2004年（平成16年） | 191              | [ * 15 ] |
| 2005年（平成17年） | 181              | [ * 16 ] |
| 2006年（平成18年） | 156              | [ * 17 ] |

## 駅周辺
- 国道165号
- 国道409号
- 千葉県道165号横田停車場上泉線
- 千葉県道167号馬来田停車場中川線
- 旧平川町役場庁舎
- 袖ケ浦市役所平川行政センター
- 袖ケ浦市立平川公民館
- 袖ケ浦市立平川中学校
- 袖ケ浦市立平岡小学校 - 徒歩約33分。
- 百目木公園（どうめきこうえん）
- 千葉信用金庫平川支店
- 君津信用組合平川支店

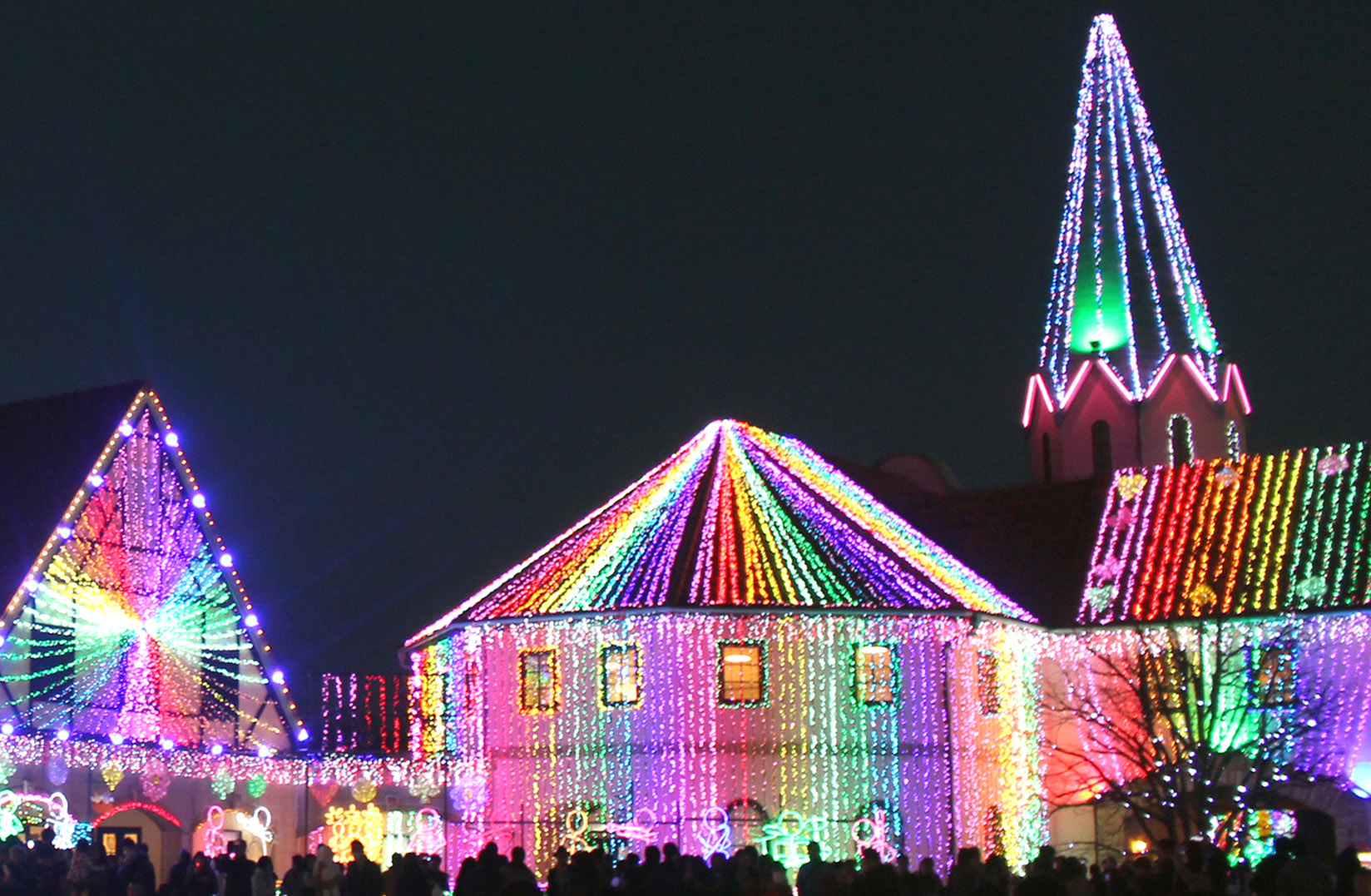
東京ドイツ村

- 東京ドイツ村 - 鉄道での最寄り駅であるが約3kmの距離がある。
- 袖ヶ浦フォレストレースウェイ

## バス路線
日東交通が運行する路線バスが、以下の停留所より発着する。
東横田
- 馬来田線：木更津駅東口行

平川行政センター
- のぞみ野・平岡線：袖ケ浦バスターミナル行

## 隣の駅
東日本旅客鉄道（JR東日本）
■久留里線
横田駅 - 東横田駅 - 馬来田駅

### 記事本文

### 利用状況
1. ↑  千葉県統計年鑑 - 千葉県

千葉県統計年鑑
1. ↑  千葉県統計年鑑（平成3年）
2. ↑  千葉県統計年鑑（平成4年）
3. ↑  千葉県統計年鑑（平成5年）
4. ↑  千葉県統計年鑑（平成6年）
5. ↑  千葉県統計年鑑（平成7年）
6. ↑  千葉県統計年鑑（平成8年）
7. ↑  千葉県統計年鑑（平成9年）
8. ↑  千葉県統計年鑑（平成10年）
9. ↑  千葉県統計年鑑（平成11年）
10. ↑  千葉県統計年鑑（平成12年）
11. ↑  千葉県統計年鑑（平成13年）
12. ↑  千葉県統計年鑑（平成14年）
13. ↑  千葉県統計年鑑（平成15年）
14. ↑  千葉県統計年鑑（平成16年）
15. ↑  千葉県統計年鑑（平成17年）
16. ↑  千葉県統計年鑑（平成18年）
17. ↑  千葉県統計年鑑（平成19年）